# Варненски аквариум
Варненският аквариум е атракция в морската столица Варна и същевременно база на Института по рибни ресурси от Селскостопанската академия. Негов проектант е архитект Дабко Дабков.
Намира се в Морската градина, край Военноморския музей и в близост до Фестивалния и конгресен център.

## История
Аквариумът във Варна е създаден по идея на княз Фердинанд. В двореца Евксиноград на 6 януари 1906 г. князът разпорежда на д-р Парашкев Стоянов да организира морска станция, като обещава пълната си подкрепа. На същата вечер монархът пише писмо до директора на неаполитанската зоологическа градина проф. Дорн, за да му иска съвети и съдействие за създаването на варненската станция. В следващите дни д-р П. Стоянов пише писма и води разговори с различни официални лица от Варненския общински съвет и осигурява терен за сградата на аквариума. Проф. Дорн се отзовава на поканата на княз Фердинанд и изпраща планове и снимки на Неаполитанската станция.

На 25 януари 1906 г. Варненският общински съвет с протоколно решение № 61 отпуска сума и назначава комисия, която да обходи и избере място за станцията. На 22 октомври същата година е положен основният камък на сградата. На тържеството присъстват цялото царско семейство, министрите на просветата – Иван Шишманов, и на вътрешните работи – Димитър Петков, професор д-р Г. Бончев – декан на Физико-математическия факултет, професор Г. Шишков, професор С. Юринич, консулското тяло в гр. Варна, общинският съвет на града и множество поканени граждани. След молебена княз Фердинанд произнася реч: 
| „ | Господа, високото развитие на един народ се мери по количеството и качеството на научните учреждения, които е основал и чрез които е внесъл нещо от себе си в общото съкровище на всемирната култура. Ето защо българският народ, съзнавайки тази истина не е забравял, че има да се грижи не само за своето политическо укрепване и материално благосъстояние, но и за своето повдигане чрез всички средства, които му доставят науките и изкуствата и които създават общочовешките ценности… Аз виждам недалеч деня, когато европейски учени ще посещават този очарователен бряг, за да изучат една от най-интересните фауни и заедно с това, намирайки всички условия за една успешна научна работа, да отдават чест на малката, но културно пораснала България. Дано първата Зоологическа станция расте и се развива, за да разнася славата и доброто име на българската наука. | “ |

Проектът за зданието на Аквариума се възлага на знаменития варненски архитект Дабко Дабков. През 1911 г. сградата е построена, но започването на Балканската война през 1912 г. не дава възможност за завършване на обзавеждането ѝ. За по-лесно довършване на Аквариума, както и за използването му за научни цели, цар Фердинанд през 1913 г. по препоръките на професорите-зоолози д-р Шишков и д-р Моров, предава сградата на Софийския университет. През 1914 г. професор Г. Шишков поема грижите за обзавеждането на станцията с необходимите инсталации и съоръжения. Започването на Първата световна война през 1915 г. отново прекратява развитието на института, а краят на войната нанася сериозни поражения и на вече построеното здание. Сградата на Аквариума става убежище на войскови части, а после и квартира на прогонените от родината си тракийски бежанци. След нещастното завършване на войната през 1918 г. зданието е било използвано последователно от войскови части до 1920 г., от Машинното училище до 1922 г. и от Рибарското училище до 1930 г.

През 1932 г. цар Борис III открива официално Морската биологична станция. По този повод той казва: 
| „ | Морската зоологическа станция с аквариум иде да попълни една празнота в редицата научни институти, рожба на нашия университет. Но сред тежката стопанска криза, която изживяхме заедно с всички други народи, ние, българите, не спряхме да отделяме от скромния си залък за наука и просвета, чрез които да творим нови блага и да внасяме своята скромна дан в съкровищницата на общочовешката култура. | “ |

Пръв директор на Варненския аквариум е проф. Стефан Г. Консулов. Вероятно през 1934 г. за директор е назначен Георги Паспалев, асистент по зоология в СУ „Св. Кл. Охридски“, а впоследствие професор и чл.-кор. на БАН. През септември 1942 г. за асистент и заместник-директор е назначен младият и талантлив учен Александър Вълканов, който от май 1942 г. е директор на Морската биологична станция с аквариум. Впоследствие и той става професор и чл.-кор. на БАН. През 1932 г. в Созопол е открита и Опитната ихтиологична станция с директор руския учен Александър Нечаев. През 1948 г. станцията е преместена във Варна.
На 21 януари 1954 г. се създава Научноизследователски институт по рибарство и рибна промишленост, който обединява Морската биологична станция с аквариум и Ихтиологичната станция в Созопол. Пръв директор на института е проф. Ал. Вълканов. През 1955 г. към посочения институт е прехвърлен персоналът на закрития Институт по сладководно рибарство в София. През 1965 г. институтът във Варна разкрива 2 филиала – в Бургас и Пловдив, които впоследствие прерастват съответно в Институт по рибна промишленост и Институт по сладководно рибарство. През 1973 г. към новосъздадения Институт за морски изследвания и океанография преминават 1/3 от кадрите и материалната база – секцията по хидрология и хидрохимия, групата по геоморфология и лабораторията за морски подводни изследвания. В резултат на всички тези промени щатът на института постепенно намалява от 100 души до 77 (1972), 53 (1981) и 28 (2000). През този период многократно се е променяло и името на института – Централен научноизследователски институт по рибовъдство и риболов (1961), Научноизследователски институт за рибно стопанство и океанография (1965), Научноизследователски институт по океанография и рибно стопанство (1968), Институт по рибни ресурси (1973).
На 15 декември 2000 г. с ПМС № 270 Институтът по рибни ресурси във Варна отново е обединен с Института по рибарство и аквакултури в Пловдив. Общата численост на последния е 63 щатни бройки, от които 23 са научни работници – 1 старши научен сътрудник I степен, 6 старши научни сътрудници II степен и 16 научни сътрудници. Сред тях има доктор на биологическите науки, а 8 души са доктори по биология.{1}
От 2007 г. с постановление № 373 от 29 декември 2006 г. на МС се обособяват отново 2 самостоятелни звена в рамките на Националния център за аграрни науки: Институт по рибни ресурси във Варна и Институт по рибарство и аквакултури в Пловдив.